# باشگاه فوتبال سانتا کلارا
باشگاه فوتبال سانتا کلارا (به پرتغالی: Clube Desportivo Santa Clara)، یک باشگاه فوتبال پرتغالی مستقر در شهر پونتا دلگادا، آزور است. این باشگاه در سال ۱۹۲۷ تاًسیس شده و در حال حاضر در لیگ برتر فوتبال پرتغال مشغول به فعالیت است. تولیدکننده کیت ورزشی باشگاه شرکت کِلمه است. 
شهریار مغانلو و محمد محبی بازیکنان ایرانی هستند که سابقه عضویت در این تیم را دارند.

## افتخارات
- لیگ دسته دوم
  - برنده (۱): ۰۱–۲۰۰۰
- لیگ دسته سوم
  - برنده (۱): ۹۸–۱۹۹۷

## حضور در قابت‌های اروپایی
| فصل  | رقابت             | دور         | حریف             | رفت | برگشت | مجموع |
| ---- | ----------------- | ----------- | ---------------- | --- | ----- | ----- |
| ۲۰۰۲ | جام اینترتوتو     | اول         | شیراک            | ۲–۰ | ۳–۳   | ۵–۳   |
| ۲۰۰۲ | جام اینترتوتو     | دوم         | تپلیس            | ۱–۴ | ۱–۵   | ۲–۹   |
| ۲۰۲۱ | لیگ کنفرانس اروپا | مقدماتی دوم | Shkupi           | ۲–۰ | ۳–۰   | ۵–۰   |
| ۲۰۲۱ | لیگ کنفرانس اروپا | مقدماتی سوم | المپیک ليوبليانا | ۲–۰ | ۱–۰   | ۳–۰   |
| ۲۰۲۱ | لیگ کنفرانس اروپا | پلی آف      | پارتیزان         | ۲–۱ | ۰–۲   | ۲–۳   |